# Futbolo Klubas Nautara
Il Futbolo Klubas Nautara è una squadra lituana di calcio a 5 con sede a Kaunas.

## Storia
Il Nautara è stato fondato nel 1998 da Gerardas Pasažauskas come squadra di calcio, ma dopo appena due anni la società si è convertita al calcio a 5. Durante la presidenza di Pasažauskas, il Nautara ha vinto sei edizioni del campionato lituano di calcio a 5, l'ultimo dei quali nella stagione 2012-13. Il debutto nella Coppa UEFA risale all'edizione 2005-06, nella quale i lituani sono stati eliminati nel turno preliminare. La qualificazione al primo turno della manifestazione continentale è stato raggiunto nell'edizione 2008-09 nella quale il Nautara ha vinto il girone preliminare precedendo i moldavi della Dinamo Chișinău , gli albanesi del Tirana e i danesi dell'Albertslund. Al termine della stagione 2013-14 Pasažauskas annuncia la propria fuoriuscita dalla società, che dalla stagione seguente adotta la denominazione "FK Celsis".

## Palmarès
- Campionato lituano: 6
2004-05, 2007-08, 2008-09, 2009-10, 2010-11, 2012-13